# Kostel svatého Jana Křtitele (Zdislava)
Kostel svatého Jana Křtitele ve Zdislavě je římskokatolický filiální kostel náležící do správy jítravské a dlouhomostské farnosti. Barokní sakrální stavba je dominantou jižní návsi městyse Zdislava stranou od silnice. Kostel je uprostřed funkčního hřbitova.

## Historie

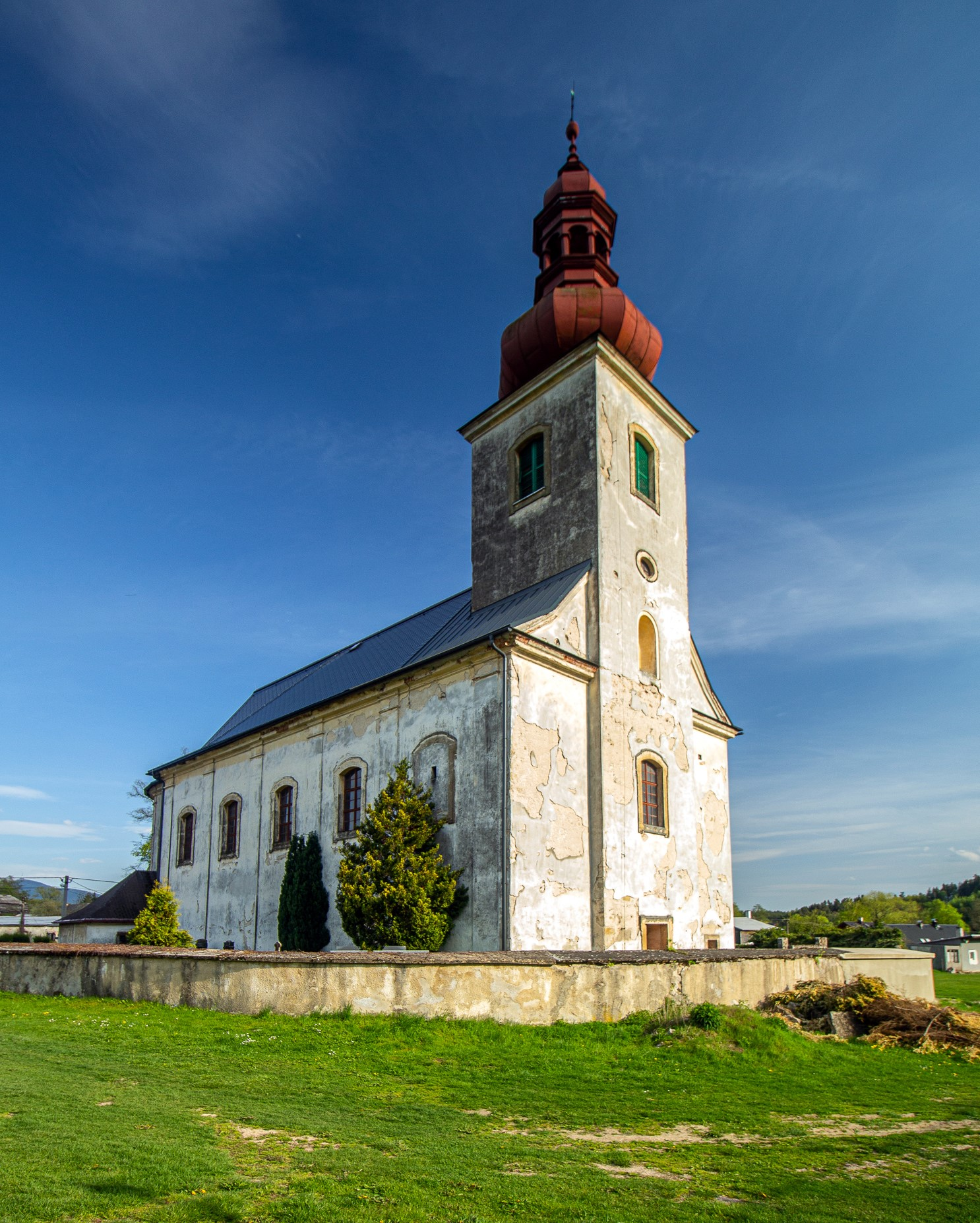
Průčelí kostela sv. Jana Křtitele ve Zdislavě

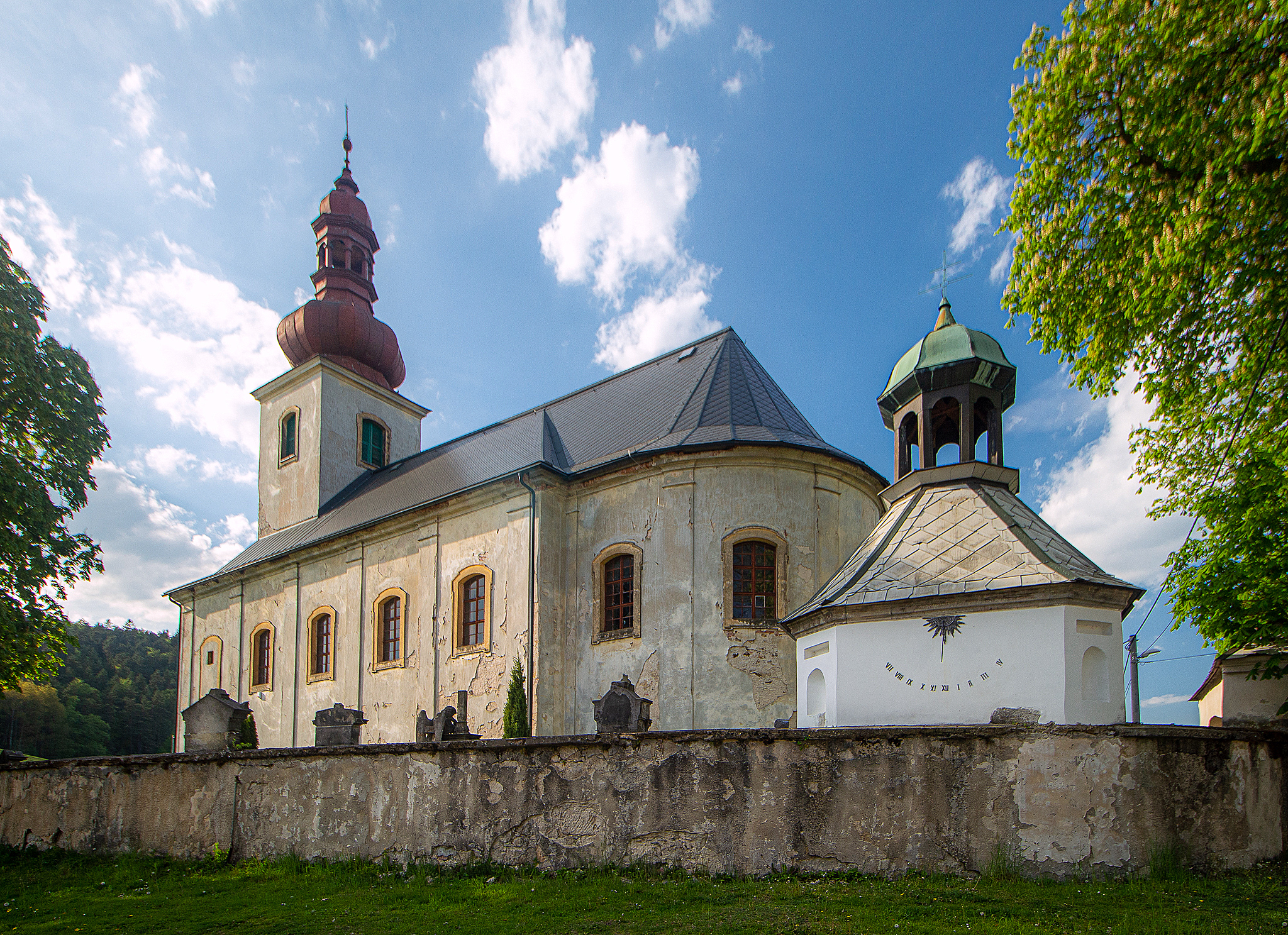
Závěr kostela sv. Jana Křtitele se hřbitovní kapličkou

Původní kostel stával na místě dnešní kaple sv. Jana Křtitele. Stavba dnešního barokního kostela byla započata v roce 1724 a dokončena v roce 1726.
Ke konci 18. století se stala obec Zdislava poutním místem. Přicházeli poutníci i ze Saska a Slezska. Věřící přicházeli uctít obraz Matky Boží, který se nacházel v kapličce v lese (dodnes se v místě říká „U Obrázku“) a sochu datovanou do období kolem roku 1700, umístěnou na pravé straně oltáře, která měla zázračnou sílu. Tyto sakrální artefakty byly v roce 1783 ze svých míst odstraněny a socha deponována do knihovny arcibiskupství v Praze. Odvezení sochy do Prahy vesničané v první fázi násilím zabránili, nicméně později byla převezena. Důvodem odstranění byl josefinismus ve vysokých církevních úřadech se svou snahou o potlačení lidové zbožnosti.
Po smrti rychtáře, který sochu z kostela o své vůli odstranil, začali obyvatelé Zdislavy usilovat o její navrácení na původní místo. Když v roce 1866 skončila prusko-rakouská válka díky velkému úsilí zastupitelů obce byl předmět zbožné úcty navrácen. Dne 7. června 1866 v Praze převzali představitelé obce v pražském arcibiskupském archivu tento uchovávaný artefakt a 6. září téhož roku byl slavnostně instalován na místo v kostele ve Zdislavě. V roce 1904 došlo k opravě šindelové střechy kostela za přispění patrona kostela Františka Clam-Gallase.
Od roku 1997 se v kostele z důvodu dobré akustiky pořádají koncerty.

## Architektura
Kostel je obdélný, členěný pilastry, o čtyřech osách. Má půlkruhový presbytář a hranolovou západní věž. Strop kostela je plochý, dřevěný. Jsou na něm unikátní malované obrazy z legendy o sv. Janu Křtiteli. Na valené klenbě presbytáře je zobrazeno Narození sv. Jana Křtitele od Hinkemichela st. z roku 1722.

## Zařízení
Kostelní zařízení je rokokové z období výstavby kostela. Obraz Panny Marie pochází od J. Quaisera z období kolem roku 1800. V kostele je cínová křtitelnice z roku 1656.

## Okolí kostela
Nedaleko kostela, při vchodu na hřbitov, se nachází pohřební kaple – márnice, která je pozoruhodnou centrální stavbou s jehlancovou střechou. Pochází z 2. poloviny 18. století. Na jižní straně pohřební kaple se nacházejí sluneční hodiny od sochařky Věry Merhautové. Uvnitř má plochý strop a je ozdobená novou malbou. Na zdech se nachází sedm tabulových obrazů z 2. poloviny 18. století zpodobňující Tanec smrti a je zde také tzv. oltář dušiček pro slavení vzpomínky na věrné zesnulé.